# Alphapartitivirus
Famille
Espèces de rang inférieur
- espèce-type : White clover cryptic virus 1

Alphapartitivirus est un genre de virus de la famille des Partitiviridae qui comprend 14 espèces acceptées par l'ICTV. Ce sont des virus à ARN à double brin classés dans le groupe III de la classification Baltimore.
Les virus de ce genre infectent des plantes (phytovirus) ou des champignons ascomycètes ou basidiomycètes (mycovirus). Tous ces virus ont un génome bipartite, de 3,6 à 3,9 kb, constitué de deux molécules d'ARN à double brin de taille similaire qui sont encapsidées individuellement dans deux particules séparées.

## Liste des espèces et non-classés
Selon NCBI (7 février 2021) :
- Beet cryptic virus 1
- Carrot cryptic virus
- Cherry chlorotic rusty spot associated partitivirus
- Chondrostereum purpureum cryptic virus 1
- Flammulina velutipes browning virus
- Helicobasidium mompa partitivirus V70
- Heterobasidion partitivirus 1
- Heterobasidion partitivirus 12
- Heterobasidion partitivirus 13
- Heterobasidion partitivirus 15
- Heterobasidion partitivirus 3
- Rosellinia necatrix partitivirus 2
- Vicia cryptic virus
- White clover cryptic virus 1
- non-classés
  - Bondarzewia berkeleyi partitivirus 1
  - Heterobasidion partitivirus 11
  - Heterobasidion partitivirus 20
  - Hygrophorus penarioides partitivirus 1
  - Medicago sativa alphapartitivirus 1
  - Medicago sativa alphapartitivirus 2
  - Pear alphapartitivirus
  - Rhizoctonia solani dsRNA virus 3